# Goldbergwerk von Salsigne
Das Goldbergwerk von Salsigne ist ein ehemaliges Goldbergwerk in den südlichen Ausläufern der Montagne Noire 15 Kilometer nördlich von Carcassonne im südfranzösischen Département Aude. Das im Jahr 2004 geschlossene Bergwerk war im 20. Jahrhundert der bedeutendste Goldförderer Westeuropas. Die Extraktionsmethoden brachten jedoch große Belastungen der Umwelt mit sich.

## Konzessionen
Der Bergbaudistrikt von Salsigne erstreckte sich über eine Gesamtfläche von rund 200 Quadratkilometer, wobei für knapp 50 Quadratkilometer Konzessionen vergeben worden waren. Neben Gold lag der Schwerpunkt des Abbaus auch bei anderen Elementen. Die Konzessionen des Goldbergwerks von Salsigne reihten sich unmittelbar westlich des Orbiels auf, der sich in die mesozoische Rumpffläche des Südabhangs der Montagne Noire eingeschnitten hatte. Es bestanden folgende Konzessionen:
- Salsigne (vergeben ab 1877) – 278 Hektar – Eisen (Pyrit). Abbaustillstand 1912–1924.
- La Caunette (1879) – 87 Hektar.
- Villanière-Narteau (1898) – 684 Hektar – Arsenopyrit. Kein Abbau während des Ersten Weltkriegs.
- Lastours (1902) – 884 Hektar – Kupfer, Blei, Silber.
- Malabau (1913) – 725 Hektar – Arsenopyrit, Gold, Silber, Kupfer.
- Villardonnel (1922) – 386 Hektar – Arsenopyrit, Kupfer, Eisen.
- Pujol (1923) – 934 Hektar – Pyrit, Kupfer, Eisen.
- Cabrespine – 640 Hektar.

## Geologie
Das Muttergestein des Bergwerks wird von nur sehr schwach metamorphen Sedimenten des Paläozoikums gebildet. Diese können in zwei Teildecken untergliedert werden – die Minervois-Decke im Hangenden und die knapp 500 Meter mächtige Fournes-Decke im Liegenden. Beide Decken überlagern die aufgestiegene regionalmetamorphe Axialzone der Montagne Noire. Die Deckenstrukturen sind im Einzelnen recht komplex (inverse Lagerung), können aber insgesamt als liegende Tauchfalten, die nach Süden über dem sich heraushebenden Kernkomplex der Montagne Noire abgeglitten waren, angesprochen werden. Die dynamischen Verformungen waren sehr intensiv mit mehreren Faltungen und Abscherungen sowie spröder Bruchtektonik im Endstadium.
Das Anstehende besteht aus steilstehenden Sandsteinen der Marcory-Formation sowie aus Kalken und Dolomiten der Calcaires à Archaeocyathus. Beide Formationen stammen aus dem Unterkambrium (Georgium) und gehören zur südlichen Fournes-Decke. Etwas weiter südlich erscheint mit geringeren Einfallswerten Flysch aus dem Ordoviziuman, der ab Combe-du-Saut von flach nach Süden einfallendem Eozän abgedeckt wird.
In den Schichten des Kambriums können mehrere Vererzungstypen angetroffen werden, beispielsweise den Schichtverband durchschlagende Gänge, an die Sandsteinschichten gebunde stockworks, Verdrängungserze in den Karbonaten und an Über- bzw. Abschiebungen gebundene Erzkörper, insbesondere in großen Abscherhorizonten, die den Deckenstapel vom Autochthon trennen.

### Genese

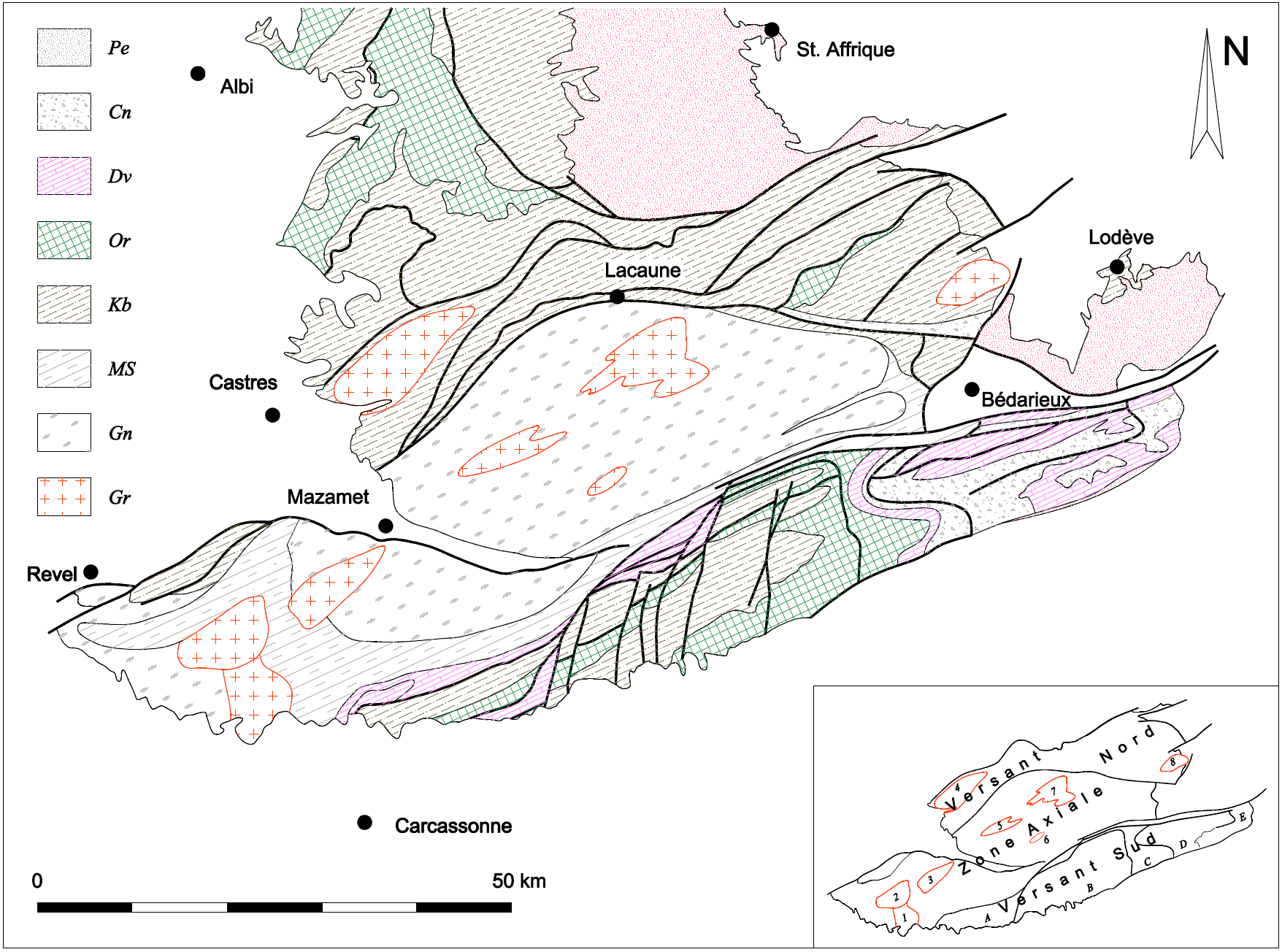
Geologische Karte der Montagne Noire. Das Goldbergwerk von Salsigne befindet sich direkt nördlich von Carcassonne am Südrand der Montagne Noire

Im Goldbergwerk von Salsigne lassen sich neun hydrothermale Ereignisse unterscheiden, welche durch tektonische Vorgänge voneinander abgetrennt werden können. Die ersten vier Ereignisse erfolgten zeitgleich mit der Platznahme der beiden Decken, wobei die Lösungen von duktilen und duktil/spröden Strukturen kanalisiert wurden. Hierzu gehören:
- die Ablagerung von Arsenopyrit-Pyrrhotin-Gold, assoziiert mit Biotit
- die Überprägung mit Quarz-Muskovit
- die Ausfällung massiver Sulfide (Arsenopyrit-Pyrrhotin-Pyrit) und Gold, assoziiert mit Chlorit
- eine generelle Feldspatisierung.

Die anschließenden fünf Ereignisse werden von einer spröden Bruchtektonik dominiert, welche die vorhandenen Strukturen zum Teil überarbeitete. Es kam anfangs zu einer Silizifizierung und der Bildung von Quarzgängen. Daran schlossen sich vier Generationen von Sulfidfällungen an, die jeweils durch erneute Bruchbildung (Englisch crack-seal) voneinander getrennt wurden.
Diese alternierenden und pulsierenden Mineralisierungen wurden von zwei unterschiedlichen Flüssigkeitstypen getragen. Die Flüssigkeiten vom Typus I, die den Großteil des Golds lieferten und Biotit bei 450 ° im niedrig metamorphen Muttergestein abschieden, waren reduzierender Natur (pH>7), reich an Kohlensäure und alkalisch bei gleichzeitigen hohen Gehalten an H2S jedoch relativ niedriger Schwefelfugazität fS2. Die Flüssigkeiten vom Typus II waren für die massiven Sulfiderze verantwortlich. Sie sind mit Chlorit assoziiert und bewirkten nur noch eine Umverteilung des Golds. Sie waren saurer Natur (pH<7), besaßen eine recht hohe Sauerstofffugazität fO2 und eine sehr hohe Schwefelfugazität.
Das Hydrothermalsystem in Salsigne dürfte mit spätvariszischen Magmatiten in Verbindung gestanden haben und wurde wahrscheinlich durch den Übergang vom duktilen zum spröden bzw. vom Kompressions- zum Dehnungsregime initiiert. Ein Netzwerk von Scherzonen an der Basis des Deckenstapels und im Hangenden des relativen Autochthons kanalisierte die erzreichen Lösungen. Es dürfte kein Zufall sein, dass Salsigne am Kreuzungspunkt einer mehr als 100 Kilometer langen Scherzone mit Transversalstörungen und zerscherten Tauchfaltenstrukturen zu liegen kommt.

### Mineralogie
Neben Gold kommen in Salsigne auch Silber, Arsen, Eisen, Kupfer, Zink, Blei, Schwefel und Wismut vor. Der schwach metamorphe kambrische Schichtverband wird in der Umgebung von Salsigne von zahlreichen mit Sulfiden imprägnierten Quarzgängen durchsetzt, die folgende Minerale führen:
- Arsenopyrit – FeAsS
- Pyrit – FeS2
- Chalkopyrit – CuFeS2
- Pyrrhotin – Fe7S8
- Markasit – FeS2
- Bleiglanz – PbS
- Sphalerit – ZnS
- Bismuthinit – Bi2S3

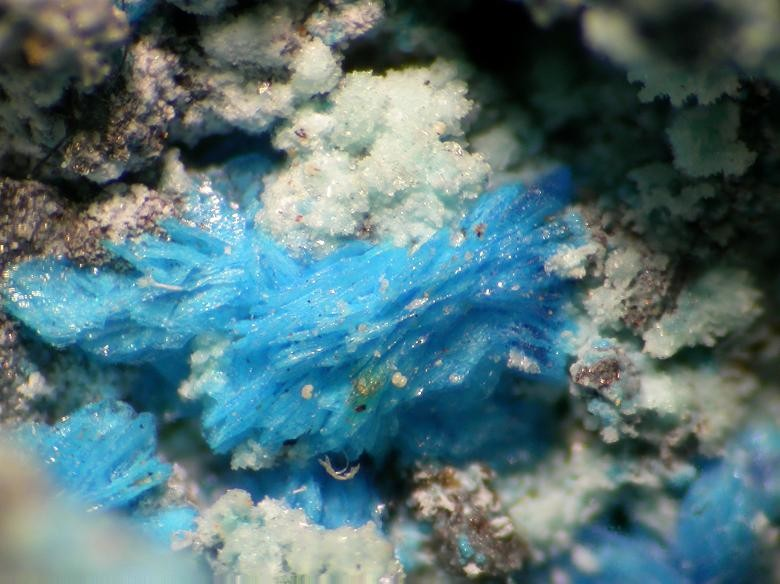
Das Goldbergwerk von Salsigne ist Typlokalität für das sehr seltene Mineral Yvonit

Hinzu treten bis zu 200 weitere Minerale, die im Goldbergwerk von Salsigne angetroffen werden können, darunter Allophan, Aragonit, Arsenolith, Arsenosiderit, Azurit, gediegen Wismut, Brochantit, gediegen Kupfer, Cronstedtit, Cuprit, Cyanotrichit, Devillin, Ferberit, Geminit, Gormanit, Hörnesit, Ilmenit, Jarosit, Kobellit, Lindackerit, Ludlamit, Magnetit, Malachit, Olivenit, Parnauit, Pharmakolith, Rauenthalit, Rutil, Scheelit, Siderit, gediegen Silber, Stannit, Titanit, Vivianit, Wolframit, und Zálesíit um nur einige Beispiele zu nennen. Salsigne ist ferner Typlokalität für das Mineral Yvonit.
Es wird davon ausgegangen, dass die mineralisierenden sulfidreichen Hydrothermallösungen entweder aus den knapp 10 Kilometer weiter westlich anstehenden variszischen Granitoiden der Montagne Noire (wie beispielsweise dem Brousses-Granit) stammen bzw. durch die Intrusionswärme mobilisiert wurden.
Gediegen Gold und Elektrum sind wegen ihrer geringen Korngröße nicht mit dem bloßen Auge erkennbar, was auch den Grund für ihre relativ späte Entdeckung darstellt. Die Korngrößen bewegen sich gewöhnlich zwischen 2 und 4 Mikron, wachsen aber gelegentlich bis auf 148 Mikron an. Das Gold ist gewöhnlich an die Sulfidminerale gebunden, kann aber auch frei in Mikrorissen innerhalb der Sulfide und des Bismuthinits vorkommen.

## Geschichte
Bereits in der Frühgeschichte wurde Salsigne wegen des im Chalkopyrit vorkommenden Kupfers aufgesucht. Die Römer bauten sodann für dreihundert Jahre (bis ins 3. Jahrhundert hinein) in der Oxydationszone (Eiserner Hut) des jetzigen Tagebaus die eisenhaltigen Minerale ab, die sie in speziell dafür gebauten Öfen zur Gewinnung des Eisens rösteten. Dieser Abbau setzte sich mit Unterbrechungen auch im Mittelalter weiter fort.
Die industrielle Förderung begann dann im Jahr 1873 und konzentrierte sich ursprünglich auf den Arsenopyrit. Bis 1910 wurde das abgebaute Erz nach Wales verschifft und das Arsen dort extrahiert. Salsigne stellte damals 25 % der Arsenweltproduktion. Das feingemahlene, arsenreiche Erz wurde außerdem in Pulverform an die Weinbauern zur Schädlingsbekämpfung verkauft, weswegen heute die gesamte Region anormal erhöhte Arsenwerte in Boden und Grundwasser besitzt.
Gold war in Schichten des Kambriums der südlichen Montagne Noire erstmals im Jahre 1892 von Louis Marius Esparseil entdeckt worden. Alluvionäres Gold im Orbiel und anderen, den Südabschnitt der Montagne Noire entwässernden Flüssen, war jedoch schon seit der Römerzeit bekannt und wurde beispielsweise von Julius Cäsar erwähnt.
Zwischen seiner Eröffnung im Jahr 1892 und der Schließung im Jahr 2004 hat der Goldabbau 120 Tonnen Gold und rund 300 Tonnen Silber zu Tage gefördert, d. h. im Durchschnitt etwas über eine Tonne Gold pro Jahr. Die verbliebenen Goldreserven werden auf 30 Tonnen eingeschätzt. Das Goldbergwerk wurde anfangs von der französischen Bergbaugesellschaft SMPCS (Société des Mines et Produits Chimiques de Salsigne) betrieben, wechselte aber dann 1980 an COFRAMINES und MOS, zwei Tochtergesellschaften des BRGM (Bureau de Recherches Géologiques et Minières), über.
Ganz zu Beginn der Abbaugeschichte wurde das zu Tage geförderte Gestein noch von Hand verlesen. Zwischen 1910 und 1912 wurde das Erz dann in Combe du Saut am Orbiel (zwischen Lastours und Conques-sur-Orbiel) industriell aufbereitet, anfangs noch hydrometallurgisch, später dann pyrometallurgisch mittels Cyanierung.
Ab 1950 arbeiteten viele Algerier aus dem Département Bejaia in Salsigne. Auch nach dem Algerienkrieg wurden 1962 erneut viele algerische Arbeiter eingestellt.
Im Jahr 1991 erfolgte die Schließung und Liquidierung des von vielen Streiks geplagten und mit veralteter Technik arbeitenden Goldbergwerks. Die MOS wurde dann 1992 von einem australischen Konsortium, bestehend aus Eltin Minerals Pty. Ltd. (51 %) und Orion Resources (49 %) aufgekauft.
Trotz der unter australischer Leitung erfolgten Modernisierung ging zwischen 1999 und 2006 die Umweltbehörde ADEME des Languedoc-Roussillon wegen der starken Kontamination des Bodens durch Arsen und andere Schwermetalle daran, die Anlage in Combe du Saut zurückzubauen. Die Industriegebäude wurden schließlich ganz abgerissen und der Bauschutt in zwei Deponien vergraben. Nur die Kläranlagen des industriellen Brauchwassers blieben funktionsfähig. Für das Gelände besteht jetzt ein Renaturierungsprojekt.
Der Zugang zum Förderschacht von Villanière wurde verschlossen, die Förderanlage steht aber nach wie vor. Der Tagebau von Vilanière und Salsigne ist ebenfalls erhalten geblieben, aber auch hier wurde der zugehörige Schacht versperrt.

## Umweltverschmutzungen im Tal des Orbiel
Das Tal des Orbiel ist durch den hundertjährigen Goldabbau in Salsigne dauerhaft verschmutzt worden, insbesondere durch Arsen, einem kanzerogenen und für die Umwelt giftigen Element. Das mit Entgiftung und Renaturierung beauftragte BRGM beziffert die Arsenfracht des Orbiel mit 3 Tonnen jährlich, eine Bürgerinitiative schätzt diesen Betrag mit 8 Tonnen pro Jahr jedoch wesentlich höher ein.
Auch im Jahr 2011, d. h. sieben Jahre nach Schließung des Bergwerks, blieb die Arsenverschmutzung im Tal des Orbiel nach wie vor bestehen. Die Präfektur des Départements Aude arbeitete daraufhin einen Erlass aus, der den Verkauf von im Tal des Orbiel angebauten Gemüses untersagt.
Im Jahr 2013 wurde vom Verein zum Schutz der Bewohner von Salsigne und des Orbieltals ein kanalisierter Wasserlauf entdeckt, der orangerot gefärbt unter den Halden austrat.
In Kleinsäugern wie Waldmaus Apodemus sylvaticus, Algerische Maus Mus spretus, Feldmaus Microtus arvalis und Hausspitzmaus Crocidura russula konnten von Séverine Drouhot und Kollegen (2014) Spitzenwerte bis zu 18,9 Milligramm Arsen pro Gramm Gewebe nachgewiesen werden, eine sehr hohe Konzentration von fast 2 Gewichtsprozent.